# Rhamphidium vaginatum
Rhamphidium vaginatum är en bladmossart som beskrevs av Mitten 1869. Rhamphidium vaginatum ingår i släktet Rhamphidium och familjen Ditrichaceae. Inga underarter finns listade i Catalogue of Life.